# Liste des œuvres d'art public dans le département du Lot
 (février 2022).
Cet article vise à recenser les œuvres d'art dans l'espace public du Lot, en France.

## Liste
Les œuvres sont classées par ordre alphabétique de communes et, au sein de celles-ci, par ordre chronologique d'installation, dans la mesure des informations disponibles.

### Sculptures
| Œuvre                                                              | Auteur                                       | Commune                  | Localisation                              | Notes | Installation | Coordonnées                      | Illustration                   |
| ------------------------------------------------------------------ | -------------------------------------------- | ------------------------ | ----------------------------------------- | --- | ------------ | -------------------------------- | ------------------------------ |
| L'Ange du Lazaret                                                  | Marc Petit                                   | Cahors                   | Place Clément-Marot                       | | 2014         | 44° 26′ 51″ nord, 1° 26′ 34″ est | Image manquante                |
| Centaure                                                           | Louis de Monard                              | Cahors                   | Square Olivier-de-Magny                   | | 1924         | 44° 26′ 53″ nord, 1° 26′ 37″ est | Image manquante                |
| Monument à Jean-Jacques Chapou                                     | Jean Lorquin (es), René Fournier             | Cahors                   | Place Jean-Jacques-Chapou                 | Représente Jacques Chapou. | À déterminer | 44° 26′ 49″ nord, 1° 26′ 34″ est | Image manquante                |
| Cinq Sculptures dans un jardin de pierres                          | Louttre.B                                    | Cahors                   | Lycée Monnerville                         | | 1972         | 44° 27′ 50″ nord, 1° 27′ 24″ est | Image manquante                |
| Statue de Léon Gambetta                                            | Alexandre Falguière                          | Cahors                   | Place François-Mitterrand                 | Représente Léon Gambetta. | 1884         | 44° 26′ 48″ nord, 1° 26′ 18″ est | Monument à Léon Gambetta       |
| Horloge à billes                                                   | À déterminer                                 | Cahors                   | Place Saint-Urcisse                       | | À déterminer | 44° 26′ 45″ nord, 1° 26′ 43″ est | Image manquante                |
| Bruste de Clément Marot                                            | Denys Puech, Jean Turcan, Luc-Olivier Merson | Cahors                   | Dans la fontaine sur la place Champollion | Représente Clément Marot. | À déterminer | à géolocaliser                   | Bruste de Clément Marot        |
| Œdipe                                                              | Jean Cattant                                 | Cahors                   | Square de Verdun                          | | 1987         | 44° 26′ 56″ nord, 1° 26′ 23″ est | Œdipe                          |
| L'Orpheline                                                        | Paul Niclausse                               | Cahors                   | Parc Albert-Tassart                       | | 1913         | 44° 26′ 54″ nord, 1° 26′ 16″ est | Image manquante                |
| Buste de François Fénelon                                          | À déterminer                                 | Carennac                 | Château des Doyens                        | Représente Fénelon. | À déterminer | 44° 55′ 07″ nord, 1° 43′ 56″ est | Buste de François Fénélon      |
| Mur 2 Douelle                                                      | Didier Chamizo                               | Douelle                  | Port de Douelle                           | | 1992         | 44° 28′ 16″ nord, 1° 21′ 41″ est | Image manquante                |
| Ex-libris, J.F. Champollion                                        | Joseph Kosuth                                | Figeac                   | Place des Écritures                       | | 1991         | 44° 36′ 35″ nord, 2° 02′ 04″ est | Image manquante                |
| La Façade aux mille lettres, Moucharabieh typographique polyglotte | Pierre di Sciullo                            | Figeac                   | Musée Champollion                         | | 2003         | 44° 36′ 35″ nord, 2° 02′ 04″ est | Image manquante                |
| Sans titre                                                         | Aroldo Zavaroni                              | Figeac                   | lycée Jean-François-Champollion           | | 1975         | 44° 36′ 30″ nord, 2° 01′ 42″ est | Image manquante                |
| L'Arbre des trois régions                                          | Fernando Costa                               | Gignac                   | À déterminer                              | | 2006         | à géolocaliser                   | L'Arbre des trois régions      |
| Sanglier                                                           | André Lavaysse                               | Gourdon                  | Avenue Gambetta                           | | 1951         | 44° 44′ 21″ nord, 1° 23′ 21″ est | Image manquante                |
| Stèle du 3e millénaire                                             | Christian Verdun                             | Lamothe-Cassel           | Près de l'A20                             | | 2000         | 44° 36′ 42″ nord, 1° 30′ 04″ est | Image manquante                |
| Statue de Jean-Baptiste Bessières                                  | Dominique Molknecht                          | Prayssac                 | Boulevard de la Paix                      | Représente Jean-Baptiste Bessières. | À déterminer | 44° 30′ 14″ nord, 1° 11′ 18″ est | Jean-Baptiste Bessières        |
| Vénus anadyomène                                                   | Raoul Lamourdedieu                           | Prayssac                 | À déterminer                              | | 1951         | 44° 30′ 08″ nord, 1° 11′ 32″ est | Image manquante                |
| Statue de Charles Bourseul                                         | Giovanni-Pinotti Cipriani                    | Saint-Céré               | Place Gambetta                            | Représente Charles Bourseul. | 1924         | 44° 51′ 36″ nord, 1° 53′ 19″ est | Charles Bourseul               |
| Statue du maréchal Canrobert                                       | À déterminer                                 | Saint-Céré               | À déterminer                              | Représente François Certain de Canrobert. | À déterminer | 44° 51′ 31″ nord, 1° 53′ 33″ est | Monument au maréchal Canrobert |
| Buste de Léon Lafage                                               | René Fournier                                | Saint-Vincent-Rive-d'Olt | Place de l'Église                         | Représente Léon Lafage. | 1958         | 44° 27′ 57″ nord, 1° 17′ 59″ est | Buste de Léon Lafage           |
| Buste de l'amiral Raymond de Verninac Saint-Maur,                  | Pascal Peltier                               | Souillac                 | Place de Verninac                         | Représente Raymond de Verninac Saint-Maur. Remplace la statue en bronze réalisée par Eugène-Jean Boverie en 1898, fondue sous le régime de Vichy, dans le cadre de la mobilisation des métaux non ferreux. | 2007         | à géolocaliser                   | Image manquante                |
| Ainsi font, font, font les petites marionnettes                    | Blanche Laurent                              | Souillac                 | Square Roger-Vitrac                       | | 1908         | 44° 53′ 59″ nord, 1° 28′ 07″ est | Image manquante                |

### Monuments aux morts
| Œuvre                                                                  | Auteur                               | Commune           | Localisation                | Notes             | Installation | Coordonnées                      | Illustration                                                           |
| ---------------------------------------------------------------------- | ------------------------------------ | ----------------- | --------------------------- | ----------------- | ------------ | -------------------------------- | ---------------------------------------------------------------------- |
| La Résistance (monument aux morts)                                     | Copie d'après Charles-Henri Pourquet | Caillac           | À déterminer                |                   | À déterminer | à géolocaliser                   | Image manquante                                                        |
| Poilu au repos (monument aux morts)                                    | Copie d'après Étienne Camus          | Catus             | Boulevard Gustave Larroumet |                   | 1922         | à géolocaliser                   | Poilu au repos (monument aux morts)                                    |
| Victoire ailée avec couronne au-dessus de la tête (monument aux morts) | Copie d'après Étienne Camus          | Douelle           | À déterminer                |                   | À déterminer | à géolocaliser                   | Victoire ailée avec couronne au-dessus de la tête (monument aux morts) |
| Poilu au repos (monument aux morts)                                    | Copie d'après Étienne Camus          | Escamps           | Sur la place du fort        |                   | À déterminer | à géolocaliser                   | Image manquante                                                        |
| Monument aux morts                                                     | Émile Mompart                        | Figeac            | Dans le cimetière           | Inscrit MH (2018) | 1927         | à géolocaliser                   | Image manquante                                                        |
| Monument aux morts                                                     | Carlo Sarrabezolles                  | Gramat            | À déterminer                | Inscrit MH (2018) | 1922         | 44° 46′ 48″ nord, 1° 43′ 37″ est | Monument aux morts de Gramat                                           |
| Poilu baïonnette au canon (d) (monument aux morts)                     | Copie d'après Étienne Camus          | Labastide-du-Vert | À déterminer                |                   | À déterminer | à géolocaliser                   | Poilu baïonnette au canon (d) (monument aux morts)                     |
| La Résistance (monument aux morts)                                     | Copie d'après Charles-Henri Pourquet | Payrac            | À déterminer                |                   | À déterminer | à géolocaliser                   | La Résistance (monument aux morts)                                     |
| Le Vainqueur avec drapeau (monument aux morts)                         | Copie d'après Charles-Henri Pourquet | Terrou            | À déterminer                |                   | À déterminer | à géolocaliser                   | Image manquante                                                        |
| Poilu au repos (monument aux morts)                                    | Copie d'après Étienne Camus          | Thégra            | Devant la mairie            |                   | À déterminer | à géolocaliser                   | Image manquante                                                        |
| Poilu au repos (monument aux morts)                                    | Copie d'après Étienne Camus          | Valprionde        | À côté de la mairie         |                   | À déterminer | à géolocaliser                   | Image manquante                                                        |

### Fontaines
| Œuvre                  | Auteur                                       | Commune | Localisation             | Notes | Installation | Coordonnées    | Illustration           |
| ---------------------- | -------------------------------------------- | ------- | ------------------------ | ----- | ------------ | -------------- | ---------------------- |
| Fountaine aux dauphins | À déterminer                                 | Autoire | À déterminer             |       | À déterminer | à géolocaliser | Fountaine aux dauphins |
| Fontaine Clément Marot | Denys Puech, Jean Turcan, Luc-Olivier Merson | Cahors  | Sur la place Champollion |       | À déterminer | à géolocaliser | Fontaine Clément Marot |
| Fontaine               | À déterminer                                 | Cahors  | À déterminer             |       | À déterminer | à géolocaliser | Fontaine               |
| Bassin-fontaine        | À déterminer                                 | Cahors  | Devant la gare           |       | À déterminer | à géolocaliser | Bassin-fontaine        |